# Aïcha Noucti Kadji
Aïcha Noucti Kadji est une jeune entrepreneure agroalimentaire de nationalité Camerounaise. Elle est CEO & Founder KEUNI FOODS et figure parmi les 11 futures puissantes entrepreneuses camerounaises dans 25 ans à venir.

## Biographie
Aicha Noucti Kadji est une jeune entrepreneure qui a su se démarquer dans le made in Cameroon dans le secteur de l’agroalimentaire Camerounaise.

### Carrières
Aïcha est diplômée en science de gestion à la prestigieuse école de commerce Canadienne HEC Montréal et en communication d’entreprise à ISGI de Paris. Malgré ce brillant parcours, elle décide de revenir au Cameroun pour service son pays et travailler en tant qu’employée dans le secteur de l’industrie agroalimentaire au Cameroun pour acquérir de l’expérience avant de se lancer dans l’entrepreneuriat.

### Parcours entrepreneurial
En 2013, elle crée la société Keuni foods dans son salon avec un capital de 500.000 FCFA soit moins de 1000 Euros. Spécialisée dans l’agroalimentaire qui fait dans la fabrication des épices 100% naturels avec pour marque Secret. Ces produits sont distribués dans les grandes surfaces au Cameroun comme Carrefour, Casino.  On retrouve aussi les produits ''Secret'' dans plusieurs pays africains, européens et américains. L’idée de cette formule prête à l’emploi lui est venue lors d’un long séjour aux États Unis où il répond au besoin de la diaspora africaine plus précisément Camerounaise qui voulait retrouver les goûts de leur repas à l’Africaine.

## Impact et Contributions
Sous sa direction, Keuni Food a rapidement gagné en popularité, tant sur le marché national qu'international. Les produits de la marque « SECRET » sont désormais disponibles dans les marchés et grandes surfaces au Cameroun et dans la diaspora noire à l'étranger. L'entreprise emploie une cinquantaine de personnes, dont plusieurs ingénieurs formés à l'École nationale supérieure d'agro-industrie (ENSAI) de Ngaoundéré.
Aïcha Kajdi a également innové en proposant des compositions adaptées à différents types de repas, élargissant ainsi la gamme de produits. Les emballages de ses produits sont conçus pour garantir la qualité et la sécurité, incluant une couche d’aluminium pour protéger contre les rayons UV.

## Vision et Philosophie
Aïcha Kajdi est issue d'une longue tradition familiale d'industriels, ce qui a influencé sa passion pour l'entrepreneuriat. Elle croit fermement que le secteur agro-alimentaire est en plein essor sur le continent africain et aspire à faire profiter le plus grand nombre des délices des épices du Cameroun. Elle met l'accent sur la qualité des ingrédients et l'authenticité des saveurs pour garantir une expérience culinaire enrichissante